# 飛越·龍門客棧
《飛越·龍門客棧》（英語：Dragon Gate），為2013年台灣偶像劇，是TVBS首部原創概念劇。本劇改編自知名導演徐克監製的電影《新龍門客棧》，由陳怡蓉、柯佳嬿、王陽明和謝佳見主演。2013年7月26日至11月9日期間在中視和TVBS歡樂台首播。

## 播出時間
以下時間以當地時間（台灣時間）為準

### 首播
| 頻道       | 所在地   | 播映日期               | 時間                      |
| ---------- | -------- | ---------------------- | ------------------------- |
| 中視主頻   | 臺灣     | 2013年7月26日－11月8日 | 每週五22:00 - 23:30       |
| 中視HD台   | 臺灣     | 2013年7月26日－11月8日 | 每週五22:00 - 23:30       |
| TVBS歡樂台 | 臺灣     | 2013年7月27日－11月9日 | 每週六21:00 - 22:30       |
| Astro双星  | 马来西亚 | 2014年2月10日－3月12日 | 每週一至週五20:30 - 21:30 |
| 華語劇台   | 香港     | 2016年3月27日－5月7日  | 每週六、日11:00 - 13:00   |

### 重播
| 頻道       | 所在地   | 播映日期                | 時間                      |
| ---------- | -------- | ----------------------- | ------------------------- |
| 中視主頻   | 臺灣     | 2013年7月27日－11月9日  | 每週六02:15 - 03:45       |
| TVBS歡樂台 | 臺灣     | 2013年7月28日－11月10日 | 每週日13:00 - 14:30       |
| TVBS歡樂台 | 臺灣     | 2013年7月28日－11月10日 | 每週日22:00 - 23:30       |
| 中視主頻   | 臺灣     | 2013年8月3日－11月16日  | 每週六13:30 - 15:00       |
| Astro双星  | 马来西亚 | 2014年2月11日－3月13日  | 每週一至週五01:30 - 02:30 |
| Astro双星  | 马来西亚 | 2014年2月11日－3月13日  | 每週一至週五12:30 - 13:30 |
| Astro双星  | 马来西亚 | 2014年2月11日－3月13日  | 每週一至週五19:30 - 20:30 |
| Astro双星  | 马来西亚 | 2014年2月15日－3月15日  | 每週六19:30 - 23:30       |
| Astro双星  | 马来西亚 | 2014年2月16日－3月16日  | 每週日07:30 - 11:30       |
| 華語劇台   | 香港     | 2016年3月27日－5月7日   | 每週六、日14:30 - 16:30   |
| 華語劇台   | 香港     | 2016年3月27日－5月7日   | 每週六、日18:00 - 20:00   |
| 華語劇台   | 香港     | 2016年3月27日－5月7日   | 每週六、日21:30 - 23:30   |

## 故事大綱
|                             | 一個依舊風騷的現代金湘玉，攪動著數股地下勢力 在城市的邊緣地帶，他們相遇，以生命搏擊，以真心相愛 |
| ——《飛越·龍門客棧》宣傳標語 |                                                                                                 |

故事發生在現代的某個虛構國度。國家慶典前一天，一起突如其來的爆炸案打破了城市的寧靜。邱默語是安全局的女特勤，為了追尋真相，她聽從父親的指令來到龍門城寨，遭遇了城寨的女主人金湘玉。安全局組長周懷安是邱默語的青梅竹馬，為協助默語，也緊跟其後來到城寨。神秘的城寨女主人金湘玉看似風騷，其實內心十分善良，她深知邱默語和周懷安終究無法在一起的悲慘命運，也不忍心看到專情的周懷安最終受到傷害，於是出手誘惑，卻在不知不覺中動了真情。邱默語抽絲剝繭，終於發現爆炸案的線索，然而這唯一的線索卻指向了一個她不願意去懷疑的人——警校同窗小刀，而這宗離奇的爆炸案，竟意外牽扯出“國家寶藏”的秘密……
神秘風騷的城寨老闆娘金湘玉，冷靜聰穎的安全局特勤邱默語，穩重專情的安全局組長周懷安，和亦正亦邪的下城區刑警小刀，這四名年輕男女聚首在龍門城寨，開始了一段註定以悲劇收場的愛恨糾葛。

## 演員陣容

### 主要演員
| 演員   | 角色              | 介紹 | 登場集數 |
| 陳怡蓉 | 金湘玉 （陳佳瑩） | 龍門城寨現任當家，為人風騷潑辣。因為擁有天生的超強記憶力，所以從小就被綁架進入龍門城寨且被限制行動，直到現在也沒有踏出過城寨大門一步。她知道二十年前下城區大火的真相，也深知邱默語與周懷安之間錯誤的愛情終究只會釀成大禍，因此出手誘惑周懷安，卻在不知不覺中動了真情。周懷安的出現，使她堅定了渴望當一個普通人的決心，可她的身上背負著終身守護城寨的使命，一旦想要永遠離開，就是死亡的那一天…。 | 全劇     |
| 柯佳嬿 | 邱默語            | 國家安全事務局特種勤務，人稱安全局的“超級智囊”。邱啟賢之女。周懷安的青梅竹馬。原本擁有看似美好的一切，但這一切都在首相官邸爆炸案發生後遭逢巨變。為了替被捲入爆炸案的父親洗刷冤屈，她帶著首相千金艾心潛入龍門城寨，卻遭到城寨老闆娘金湘玉的軟禁。她迫切地想要知道爆炸案的真相，並希望能夠儘早帶著懷安和艾心離開城寨，只是，事情的真相遠比她想像中來得殘酷…。                                     | 1-13     |
| 柯佳嬿 | 王琳              | 邱默語的母親。曹紹欽曾經的戀人。因賭氣與邱啟賢結婚，生下默語便去世。 | 5,8      |
| 王陽明 | 周懷安            | 國家安全事務局組長。二十年前，下城區一場無情的大火奪走了他父親和姑姑的性命，雖然在大火中倖存下來，但他也因此留下了難以磨滅的童年陰影。無家可歸的他被父親的前同事邱啟賢收養，並和邱啟賢的女兒邱默語逐漸成為戀人。如今，在國外接受移地訓練的他終於向默語求婚，然而首相官邸爆炸案的發生打破了他的計劃。受到邱啟賢的指示，他只身前往龍門城寨協助默語，同時調查當年下城區大火的真相。後升局長。      | 全劇     |
| 謝佳見 | 小刀              | 下城區第一警察局刑事警察。邱默語和周懷安的警校同學。學生時代曾暗戀默語，但那時默語的身旁早已有了周懷安的深情守護，所以僅僅是一段無疾而終的單戀。外表雖是個狂放不羈的江湖浪子，內心卻有著滿腔的鐵漢柔情，多年來一直默默守候在金湘玉的身旁，試圖打動她冰冷的心。在擔心默語和懷安是否能夠經受住金湘玉的考驗的同時，卻被默語懷疑是首相官邸爆炸案的幕後黑手。後升刑事廳長。                          | 全劇     |

### 其他演員
| 演員     | 角色          | 介紹 | 登場集數         |
| 關詩敏   | 艾心          | 首相千金。因首相失蹤而成為特殊保護對象。為保證人身安全，與邱默語一起潛入龍門城寨，結果遭到金湘玉的軟禁。                                                                          | 1,2,4-15         |
| 朱陸豪   | 柳維德        | 龍門城寨的總管。邱啟賢和曹紹欽的學長。下城區大火的受害者之一，並因此右眼失明。 | 全劇             |
| 湯志偉   | 邱啟賢        | 前國家安全事務局局長。邱默語的爸爸。首相官邸爆炸案的涉案嫌疑人。爆炸案發生後，指示默語和懷安前往龍門城寨。                                                                        | 1,2,6-15         |
| 日比野玲 | 曹紹欽        | 最高警政刑事廳廳長，後被任命為國家安全事務局代理局長。邱默語學生時代的教官，因默語的長相與他曾經的戀人、默語的母親王琳極度相似，所以對默語有種特殊的感情。                        | 1,2,4-15         |
| 余晉     | 小三 （艾擎） | 龍門城寨的電腦高手。父母不詳，剛出生就被扒手集團抱走，3歲時被金湘玉贖回收留在龍門城寨。身上一直帶著一把用途不明的鑰匙，據說那是他親生父母所留下的。是首相的親生兒子、艾心的哥哥。 | 1,2,4-6,11-14    |
| 鮑正芳   | 李媽媽        | 龍門城寨的家僕，金湘玉的貼身管事。 | 1,4-9,11,14,15   |
| 童毅軍   | 老劉          | 龍門城寨的守門者。本名羅景平，曾是國家安全事務局的勤務幹員。後因愧疚而把真相告訴柳維德，開槍自殺身亡。                                                                            | 1-3,5-7,9-11     |
| 黃泰安   | 黑人          | 龍門城寨的私人廚師。脾氣暴躁。與曹紹欽有不共戴天之仇。 | 1-9,11-15        |
| 胡世恩   | 美女          | 龍門城寨的幫手。甘願為了黑人失去自由，一輩子留在城寨。 | 1-9,11,12        |
| 許元康   | 陸正亭        | 最高警政刑事廳組長。周懷安的警校同學。 | 1,2,4-6,11-14    |
| 鄒守宏   | 方保安        | 國家安全事務局新進探員。小刀的警校學弟。 | 1-3,9,10         |
| 那維勳   | 趙國威        | 國威企業董事長，下城區的龍頭老大。金湘玉生命中的第一個男人。多年前因掃黑專案而入獄，出獄後發現金湘玉的心似乎已經另有所屬周懷安，所以想要拆散兩人。                                | 3-5,8,9          |
| 郭耀仁   | 阿尼基        | 國威企業小弟，趙國威的手下。受到神秘人士的指使不斷上龍門城寨找碴，並在趙國威面前搬弄金湘玉的是非。                                                                                | 1-4,8,9,14       |
| 盧以恩   | 小文          | 龍門商城的小扒手，從小被金湘玉收留。 | 1-4,6-9,11,12,14 |
| 王道     | 艾民          | 國家首相。首相官邸爆炸案發生後遭神秘歹徒綁架，並被要求交出國家寶藏。 | 1,2,6,8,10,12-15 |
| 楊少文   | 立德          | 國家副首相。任命刑事廳接手調查首相官邸爆炸案。 | 1,7-11           |
| 劉承恩   | 阿萬          | 周懷安的海關線人。 | 3-6              |

### 參與演出
| 演員             | 角色   | 介紹                                                   | 登場集數 |
| 吳政勳           |        | 臥底警察。                                             | 1        |
| 吳震亞           | 陳董   | 龍門城寨的寶藏競標者。                                 | 1        |
| 馬俊麟           | 湯偉瓶 | 最高警政刑事廳探員。                                   | 1,2,4-6  |
| 任思齊           |        | 刑警小隊長。                                           | 5,11     |
| 李姝妍           | 莫玉晴 | 周懷安父親當年的貼身保護對象。下城區大火的受害者之一。 | 7,12     |
| 吳皓昇           | 周尚夫 | 周懷安的父親。周懷安親眼目睹他被殺害。                 | 7,9,11   |
| 鄔汝彬           |        | 金湘玉拿著解藥去拯救龍門城寨的人，帶著一些人去堵金湘玉 | 15       |
| 林予晞（林韋葶） | 主播   |                                                        | 1，15    |

## 名詞解釋

### 地點
龍門商城
坐落於城市的最西邊，每天都有形形色色的人在這裡進出，是個龍蛇雜處的無法地帶。
龍門城寨
一個神秘的半封閉社區，位於龍門商城深處。居住在這裡的大多是無家可歸的孤兒，又或者是有著不為人知的過去、在生活中走投無路的人們，他們在這座與外界隔絕的城寨裡告別過去，開始全新的“第二人生”。數十年來，龍門商城和龍門城寨一直由一位名叫金湘玉的神秘女子掌管，而她存在的目的從來就只有一個，那就是守住城寨最深的秘密——國家寶藏。
國家安全事務局
簡稱“安全局”，由邱啟賢領銜。保護首相的安全是安全局的職責之一，而首相官邸爆炸案的發生代表著安全局的工作有了極大的疏失，因此所有員工被停權，原本由安全局負責的工作也改由最高警政刑事廳接管。
最高警政刑事廳
簡稱“刑事廳”，由曹紹欽領銜。

### 案件
下城區大火案
1997年5月16日在下城區發生的大火案。這場大火使許多下城區居民一夜之間失去親人和家園，當時年幼的周懷安也是其中之一。當年身為下城區刑警的柳維德曾路過事發地點，原本可以阻止這場大火繼續蔓延的他，卻因為喝醉不省人事沒有及時展開施救，最終在大火中失去妻兒，右眼也因此受傷失明。而這場大火的真相，至今仍是個謎。
下城區廚師殺人案
1997年5月16日，扒手集團首領趙奕國在下城區被人用利刃襲擊，失血過多而死。該案原本由安全局的羅景平處理，因其突然離職，改為曹紹欽接手。警方在餐館後巷找到了凶手留下的凶刀，並在凶刀上發現廚師黑人的指紋，雖然黑人極力否認，但他最後仍在警方未經詳細調查的情況下以殺人致死罪入獄。
首相官邸爆炸案
國家慶典前一天，首相官邸發生了一宗離奇的爆炸案，此後首相失蹤，安全局局長邱啟賢也因此成為涉案嫌疑人。邱啟賢的女兒邱默語為了替父親洗刷冤屈來到龍門城寨，卻沒想到這只是惡夢的開始。

### 物品
國家寶藏
從前，民間一直流傳龍門城寨底下貯藏著護國寶藏的都市傳說，但沒有人知道這段傳說的真實性。城寨老闆娘金湘玉的使命是一輩子守住國家寶藏的秘密，然而國家寶藏那扇門的背後究竟藏著些什麼，連她自己也不知道。
發光手環
龍門城寨用於限制他人行動的手環，被戴上手環的人只要離開龍門商城的範圍，就會遭到手環發出的足以致命的電擊。發光手環可分為兩種：一種是暫時限制行動的紅光手環，被賦予監管權的人可隨意摘除；另一種是終身限制行動的藍光手環，每天只能解除4小時禁令，且終身無法摘除。
TC4
邱啟賢研發的小型炸藥，結合了TNT和C4的優點，適合攻堅使用。首相官邸的爆炸就是由TC4引起的，而當年邱啟賢只把製作方法教給了邱默語、周懷安和小刀三人。

## 製作
本劇於2013年4月23日舉行開鏡記者會，5月6日開拍，9月3日全劇殺青。

### 主要場景
- 龍門商城（外景）－新北市板橋區：板橋435藝文特區
- 首相官邸（外景）－臺中市霧峰區：亞洲大學：台中市政府辦公室
- 其他 -台中市新社區、台中市霧峰區光復新村、台中市秋紅谷公園

此外，臺中市政府也給予該片100萬元輔導金及拍攝支援。

### 製作團隊
- 出品人：張孝威
- 發行人：楊鳴、楊盛昱、廖福順
- 總監製：劉思銘
- 監製：戴緯易、張淑婷／陳振閣（中視版本）
- 製作人：劉瑋慈、陳啟銘
- 編劇統籌：苑亦
- 編劇：吳瑾蓉、林宇辰
- 編審／編劇：楊景翔、藍文希、連凱鴻
- 行銷統籌：葉毓君
- 導演：中中、黃天仁[4][註 6]
- 製作：星勢力娛樂股份有限公司
- 著作：聯意製作股份有限公司

- 執行監製：柯慈輝
- 執行製作人：孫證荃
- 執行製作：龔心怡
- 企劃：林韋葶（林予晞）、蔡菁怡
- 副導演：潘淑娟、楊文勤
- 動作導演：鄔汝彬
- 場記：蔡孟翰
- 製片組：陳柏嘉、劉玉成、康博和、鄭宏
- 場景協調：盛新豪
- 後製協調：謝孟芝
- 攝影指導：傅允浩
- 攝影：鍾毓豪
- 燈光：蘇宏毅、陳冠宇、彭子軒、葉昭宏
- 美術：簡春玉、鄭之涵、陳志豪、謝純敏、張郡蘋
- 道具：許珊珊、林茂生、鍾翔文、曹芷涵
- 造型：謝佩汶
- 服裝管理：曾湘婷、簡翊倫
- 化妝：陳琬婷
- 髮型：陳奕竹
- 梳化助理：楊月洋、林雨韻
- 場務：許俊平、林韋成、林暐勛
- 商務整合：黃瀞儀、許雅婷
- 藝人統籌：劉珈妍
- 藝人經紀：洪源聰
- 行銷公關：陳怡中、張馨文、蘇鈺婷、廖家啟、廖祐德、陳盈紡、劉欣芸、孫瑞霙、蘇琬琇、柳函青、張維心
- 新媒體企劃：蘇培瑜
- 劇照：廖家啟、派脆克、游志明、李孟庭
- 視覺包裝：郭司寰、呂鴻偉、詹瑋弘、林佳陽
- 花絮側拍：陳均豪、吳雋湧
- 文字記錄：施東儒、郭文頤
- Q版人物繪圖：崇右技術學院視傳系 — 李依菱
  - 指導老師：蔡長青
- 音樂提供：相信音樂國際股份有限公司
- 音樂音效：葉約瑟、D.J、漢默
- 動畫製作：柏思創意行銷有限公司 — 紹晨、劉奕德、黃語
- 攝影器材：大宇傳播有限公司
- 場務器材：永祥影視有限公司
- 特殊攝材：力榮影視器材有限公司
- 剪輯：趙紘億
- 剪輯助理：潘鳳賢
- 效果：TVBS後製組
- 調光：利達數位影音科技股份有限公司 — 詹謹嘉、楊亞欣
- 中視工程部視覺中心 — 謝如華、蔣蕓瞳、劉穎錚、王純良、徐逸儒、李俊賢、黃信源、陳家玟、簡妙琪、葉為廷、鄭偉仁
  - 網站設計：顧惠琴
  - 字幕：吳令瑋、劉瑞蘭、朱多芬
- 片頭／片尾設計：詹瑋弘
- 片頭音效：魏維成

## 電視劇歌曲
| 曲別   | 歌名                         | 演唱者 | 作詞                  | 作曲            |
| 片頭曲 | 傷心的人別聽慢歌（貫徹快樂） | 五月天 | 阿信                  | 阿信            |
| 片尾曲 | 好的情人                     | 嚴爵   | 陳沒                  | 嚴爵            |
| 插曲   | 沒有答案                     | 嚴爵   | 嚴爵、黃婷            | 嚴爵            |
| 插曲   | 滿滿                         | 劉若英 | 木蘭號aka陳韋伶、陳沒 | 木蘭號aka陳韋伶 |
| 插曲   | 幸福就是                     | 劉若英 | 木蘭號aka陳韋伶、黃婷 | 木蘭號aka陳韋伶 |
| 插曲   | 沒有你的日子的我             | 嚴爵   | 嚴爵                  | 嚴爵            |

## 收視率
| 播出日期       | 集數       | 平均收視率 | 收視排名 | 《Check-in!!龍門客棧》 平均收視率 |
| -------------- | ---------- | ---------- | -------- | --------------------------------- |
| 2013年7月26日  | 龍門第01棧 | 0.45       | 5        | 0.37                              |
| 2013年8月2日   | 龍門第02棧 | 0.35       | 5        | 0.26                              |
| 2013年8月9日   | 龍門第03棧 | 0.37       | 5        | 0.19                              |
| 2013年8月16日  | 龍門第04棧 | 0.41       | 5        | 0.19                              |
| 2013年8月23日  | 龍門第05棧 | 0.39       | 5        |                                   |
| 2013年8月30日  | 龍門第06棧 | 0.43       | 5        |                                   |
| 2013年9月6日   | 龍門第07棧 | 0.35       | 5        |                                   |
| 2013年9月13日  | 龍門第08棧 | 0.21       | 5        |                                   |
| 2013年9月20日  | 龍門第09棧 | 0.26       | 5        |                                   |
| 2013年9月27日  | 龍門第10棧 | 0.28       | 5        |                                   |
| 2013年10月4日  | 龍門第11棧 | 0.20       | 5        | 0.04                              |
| 2013年10月11日 | 龍門第12棧 | 0.24       | 5        | 0.07                              |
| 2013年10月18日 | 龍門第13棧 | 0.21       | 5        | 0.03                              |
| 2013年11月1日  | 龍門第14棧 | 0.20       | 5        | 0.14                              |
| 2013年11月8日  | 龍門第15棧 | 0.20       | 5        | 0.07                              |
| 平均收視率     | 平均收視率 | 0.30       | -        | -                                 |

- 同時段連續劇：民視《廉政英雄》、三立台灣台《含笑食堂》／《孤戀花》、台視《親愛的，我愛上別人了》／《愛的生存之道》、三立都會台《就是要你愛上我》
- 由AGB尼爾森調查，調查範圍是四歲以上收看電視之觀眾。

## 評價
2013年7月26日，本劇在中視首播，首集收視率比上一檔《求愛365》成長5成，但觀眾對本劇褒貶不一。外界認為本劇雖主打動畫特效，但實際效果不盡如人意，甚至“嚇人”；不過也有網友對女主角陳怡蓉表示讚揚，以及肯定TVBS勇於創新。面對批評，TVBS節目部總監劉思銘回應：“虛心領教，未來會繼續努力改進。”

## 衍生作品

### 《龍門世家》
《龍門世家》是《飛越·龍門客棧》的衍生KUSO短劇，2013年8月23日（第5集）至9月13日（第8集）期間及10月11日（第12集）在幕後花絮《Check-in!!龍門客棧》中播出。
演員
- 關門－金湘玉（陳怡蓉） 飾
- 關窗－邱默語（柯佳嬿） 飾
- 關電燈－艾心（關詩敏） 飾
- 關史蒂芬妮－周懷安（王陽明） 飾
- 關達拉美拉－小刀（謝佳見） 飾
- 關隻零－小三（余晉） 飾

### 手機應用程式
為配合《飛越·龍門客棧》的播出，TVBS共推出了三款與之相關的手機應用程式，iOS與Android用戶可分別在App Store和Google Play免費下載。
飛越龍門客棧
由TVBS開發，提供劇情預告和幕後花絮等文字、影音內容。此外，該程式還包含“龍門諜影”功能，用戶可通過攝像頭與劇中角色合照。
Check-in!!龍門客棧
由工研院開發，這是工研院首度與電視劇合作。該程式首創語音辨識打卡功能，只要在《飛越·龍門客棧》的播出時段拿起手機“聽”一下電視，即可及時捕捉正在收看的畫面，以及查看畫面中包含的場景、商品等資訊（使用該程式需以Facebook帳戶登陸）。
龍門尋寶
由行動貝果有限公司開發，內含“趣味拼圖”和“記憶翻牌”兩款遊戲，獲勝即可得到儲存劇照的獎勵。另外，在TVBS歡樂台的《飛越·龍門客棧》首播時段，電視螢幕右下角會不定時出現“Check-in!!龍門客棧”圖樣，此時使用該程式完成相關指令可得到一個虛擬寶物，集齊六個虛擬寶物可參與抽獎（使用該功能需以Facebook帳戶登陸）。

## 周邊商品
- 《飛越龍門客棧原創小說》，ISBN 9789868981805，2013年8月11日出版
（原創編劇：苑亦，小說作者：夏霏，出版社：水靈文創）

## 外部連結
- 官方网站－中視（繁體中文）
- 官方网站－TVBS（繁體中文）
- 官方网站－Astro双星（简体中文）

| 中視數位台、中視HD台 每週五22:00 - 23:30 | 中視數位台、中視HD台 每週五22:00 - 23:30       | 中視數位台、中視HD台 每週五22:00 - 23:30      |
| ---------------------------------------- | ---------------------------------------------- | --------------------------------------------- |
|                                          | 飛越·龍門客棧 （2013年7月26日－2013年11月8日） |                                               |
| 求愛365 （2013年3月8日－2013年7月19日）  | 媽，親一下！ （2013年11月15日－2014年2月28日） |                                               |
| TVBS歡樂台 每週六21:00 - 22:30           |                                                |                                               |
| 求愛365 （2013年3月9日－2013年7月20日）  | 飛越·龍門客棧 （2013年7月27日－2013年11月9日） | 媽，親一下！ （2013年11月16日－2014年3月1日） |

| Astro双星 每週一至週五20:30 - 21:30      | Astro双星 每週一至週五20:30 - 21:30            | Astro双星 每週一至週五20:30 - 21:30 |
| ---------------------------------------- | ---------------------------------------------- | ----------------------------------- |
|                                          | 飛越·龍門客棧 （2014年2月10日－2014年3月12日） |                                     |
| 愛情女僕 （2013年11月7日－2014年2月7日） | 爱情公寓4 （2014年3月13日－2014年4月15日）     |                                     |

| 香港 無綫網絡電視華語劇台 星期六、日 11:00 - 13:00、14:30 - 16:30、18:00 - 20:00及21:30 - 23:30 · 3月27日 12:00 - 13:00、15:30 - 16:30、19:00 - 20:00及22:30 - 23:30 | 香港 無綫網絡電視華語劇台 星期六、日 11:00 - 13:00、14:30 - 16:30、18:00 - 20:00及21:30 - 23:30 · 3月27日 12:00 - 13:00、15:30 - 16:30、19:00 - 20:00及22:30 - 23:30 | 香港 無綫網絡電視華語劇台 星期六、日 11:00 - 13:00、14:30 - 16:30、18:00 - 20:00及21:30 - 23:30 · 3月27日 12:00 - 13:00、15:30 - 16:30、19:00 - 20:00及22:30 - 23:30 |
| --- | --- | --- |
| | 飛越龍門客棧 （2016年3月27日－2016年5月7日） | |
| 一又二分之一的夏天 （2016年2月7日－2016年3月27日） | 明若曉溪 （2016年5月8日－2016年6月26日） | |